# District de Ninh Giang
Ninh Giang est un district de la  Province de Hải Dương dans la région du delta du Fleuve Rouge au Vietnam.

## Présentation

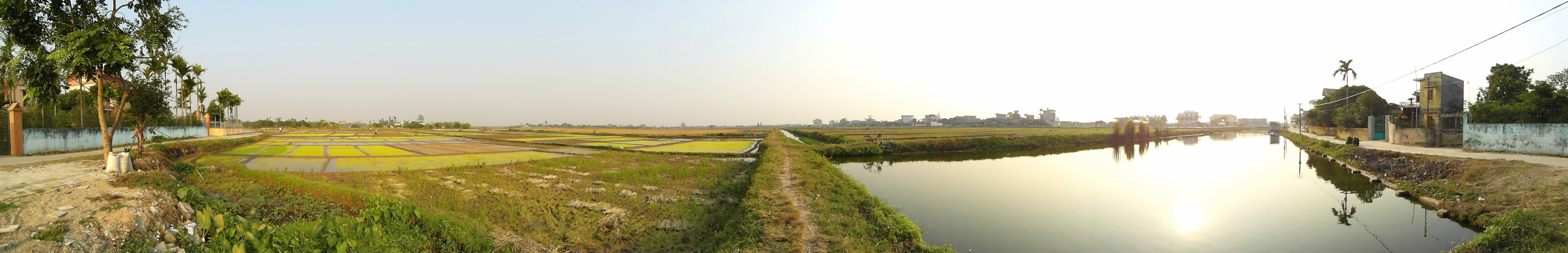
Rizière près de Ninh Giang, vue du village de Chợ Vé.

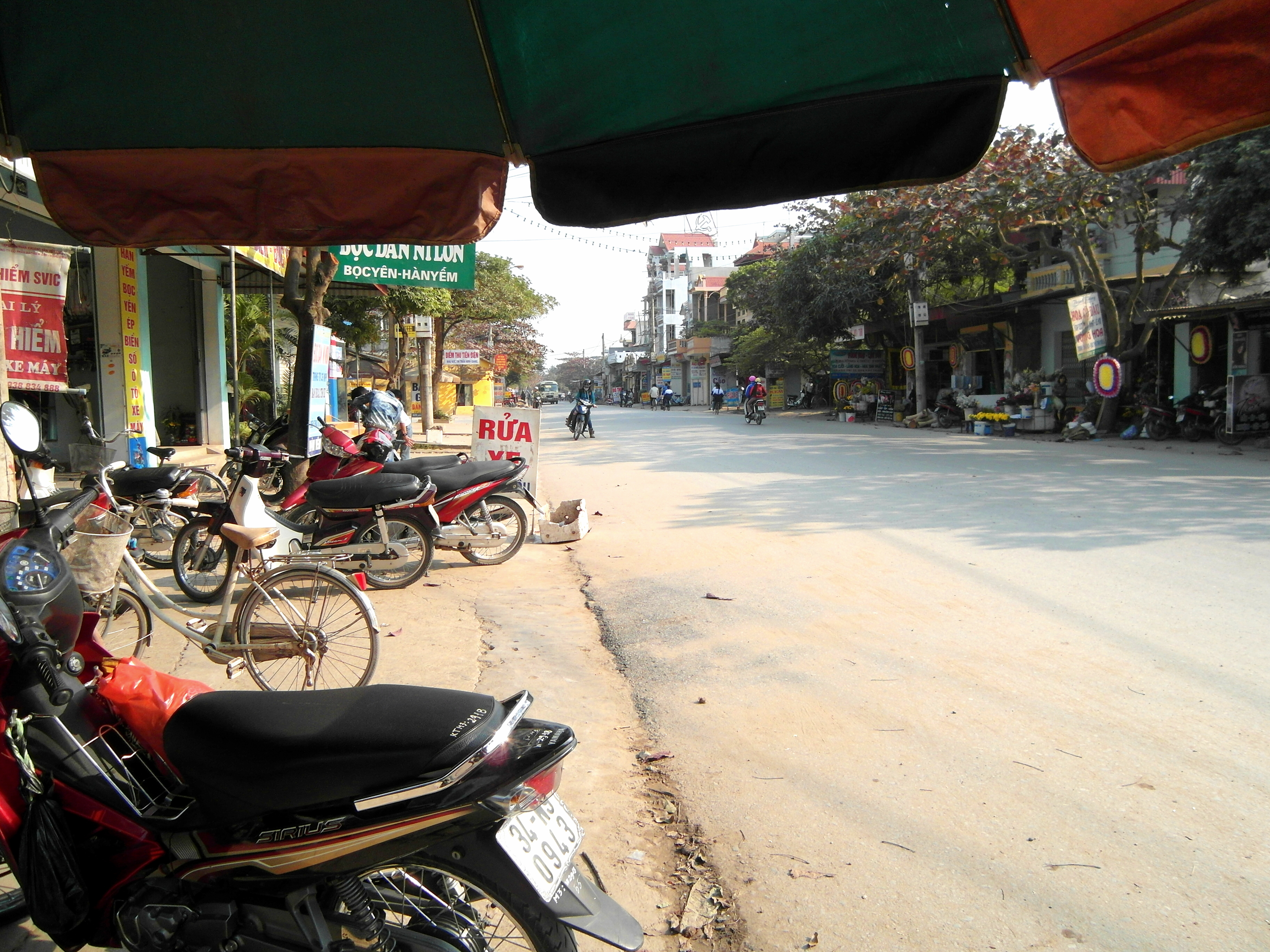
Ville de Ninh Giang.